# فريد درير
فريد درير (بالإنجليزية: Fred Dryer) (و. 1946  م) هو ممثل، وممثل تلفزي، ولاعب كرة قدم أمريكية، وممثل أفلام، من الولايات المتحدة، ولد في هاوثورني، لوس أنجليس، كاليفورنيا، هو عضوٌ في الحزب الجمهوري، مركز لعبه هو طرف دفاعي ‏.

## التعليم
تعلم في جامعة سان دييغو الحكومية.

## وصلات خارجية
- فريد درير على موقع مرجع كرة القدم المحترفة.كوم (الإنجليزية)
- فريد درير على موقع IMDb (الإنجليزية)
- فريد درير على موقع ألو سيني (الفرنسية)
- فريد درير على موقع أول موفي (الإنجليزية)
- فريد درير على موقع قاعدة بيانات الأفلام السويدية (السويدية)
- فريد درير على موقع إن إن دي بي (الإنجليزية)
- فريد درير على موقع قاعدة بيانات الفيلم (الإنجليزية)
- فريد درير على موقع كينوبويسك (الروسية)